# Bojtar

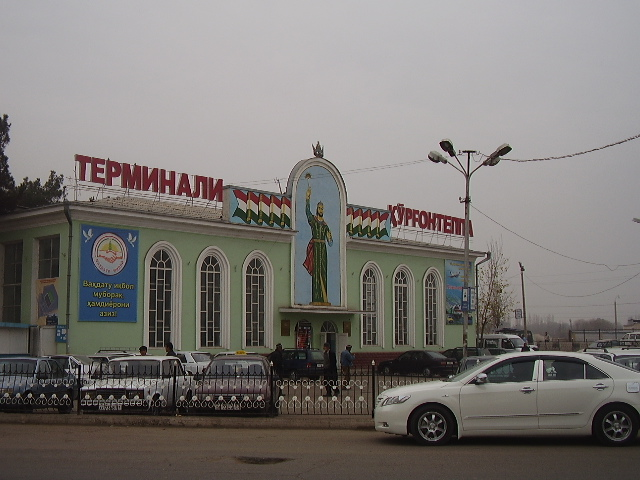
Terminal de Qurghonteppa.

Bojtar, anteriormente conocida como Qurghonteppa o Kurganteppa (en tayiko Курган-Тюбе Kurgan-Tyube, en persa: قرغان‌تپه), es una ciudad situada en el sudoeste de Tayikistán y la tercera más poblada del país. Es la capital de la región de Jatlon y se encuentra a 100 km de Dusambé. Tiene una población de 110.800 habitantes (est. 2019), por lo que es la tercera a nivel nacional. Su población fluctúa dependiendo de la estación, debido a la migración hacia Rusia. En esta ciudad se concentra la oposición política del país.

## Características generales
Junto Dusambé, Qurghonteppa es mucho más diversa étnicamernte que ciudades como Juyand, Kulob o Istaravshan, inclujendo tayikos, uzbekos, rusos, tártaros, ucranianos, kazajos, griegos y muchos otros. Una gran cantidad de rusos trabajaban en el sector industrial y agrícola. Pero la ciudad se vio gravemente afectada durante la guerra civil y debido al conflicto, el 85 % de los rusos dejó la ciudad.
El Aeropuerto Internacional Qurghonteppa cubre una gran cantidad de destinos en Rusia y en Kazajistán. La ciudad se considera el corazón de la producción de algodón de Tayikistán. 
Junto a Kulob es una de las grandes ciudades meridionales del país. Qurghonteppat es un centro regional bancario y de telecomunicaciones. 